# 山田町立山田中学校
山田町立山田中学校（やまだちょうりつ やまだちゅうがっこう）は、岩手県下閉伊郡山田町にある公立中学校である。2020年（令和2年）5月1日時点の学級数は14学級、生徒数は316名。

## 歴史
- 1965年（昭和40年）7月 - 山田中学校・船越中学校・織笠中学校・大沢中学校が統合され、（新）山田中学校が誕生[1]。
- 1967年（昭和42年）12月 - 校舎移転[1]。
- 2003年（平成15年）- 現校舎竣工[2]。
- 2011年（平成23年）3月11日 - 東日本大震災発生、町内が大規模に被災したものの当校は被害を免れた[4]。
- 2020年（令和2年）4月1日 - 豊間根中学校を統合。

## 部活動

### 運動部
- 野球部（男子）
- テニス部（男女）
- バスケットボール部（男女）
- バレーボール部（女子）
- バドミントン部（女子）
- 卓球部（男子）
- サッカー部（男子）
- 柔道部
- 剣道部
- 相撲部（特設）
- 駅伝部（特設）

※性別が限定されている部でも、希望をすれば違う性別の生徒も入部可能。

### 文化部
- 吹奏楽部
- 総合文化部

## 委員会
- 生徒会執行部
- 生活委員会
- 学習委員会
- 保健委員会
- 清美委員会
- 新聞委員会
- 放送委員会
- 応援団応援委員会
- ボランティア委員会
- 選挙管理委員会 - 選挙管理委員会は選挙実施期間中に活動する。
- 1学年執行部
- 2学年執行部
- 3学年執行部

## 行事
4月
始業式・入学式・対面式・新任式・修学旅行（3年）・家庭訪問（1・2年）・授業参観
5月
体育祭（「オリンピア」と称する）・生徒総会（前期）
6月
宮古地区中学校総合体育大会・期末テスト
7月
岩手県中学校総合体育大会・終業式・夏休み・学習旅行・期末面談（1d学期）
8月
始業式・実力テスト・部活動交流会
（※ 3年生は8月から1月まで毎月実力テストを受ける）
9月
中間テスト・宮古地区新人大会
10月
文化祭（「海神〈わだつみ〉祭」と称する）・県新人大会（前期）
11月
期末テスト・県新人大会（後期）・ロードレース大会（校内マラソン大会）・生徒会役員選挙
12月
三者面談・終業式・冬休み・生徒総会（後期）
1月
始業式・実力テスト
2月
期末テスト・中学校見学会（新1年生の見学）
3月
公立高校入試・三年生を送る会・修了式・卒業式・公立高校入試合格発表・離任式

## 学区
- 山田町内全ての小学校